# Cytherideidae
Cytherideidae – rodzina małżoraczków z rzędu Podocopida i podrzędu Cytherocopina.
Przedstawiciele rodziny mają karapaksy w obrysie bocznym podłużno-owalne. Powierzchnia klap jest gładka do lekko dołeczkowanej. Zamek jest typu merodontycznego lub perodontycznego. Występuje V-kształtny lub J-kształtny odcisk frontalny mięśnia zwieracza i liczne promieniste kanały porowe. Westibule są płytkie lub nieobecne. Samce odróżniają się od Pectocytheridae asymetrycznie zbudowanymi przydatkami szóstej i siódmej pary. Samice odchowują młode w domicilium.
Należy tu ponad 220 opisanych, współczesnych gatunków. Do rodziny zalicza się rodzaje:
- † Afrocytheridea Bate, 1975
- † Amazonacytheridea Purper, 1979
- Austrocytheridea Whatley, Chadwick, Coxill et Toy, 1987
- Bishopina Bonaduce, Masoli et Pugliese, 1976
- † Chlamydocytheridea Purper, 1979
- † Clithrocytheridea Stephenson, 1936
- Cocoaia Howe, 1971
- † Cophinia Apostolescu, 1961
- Corallicythere Hartmann, 1974
- Cyprideis Jones, 1857
- Cytheridea Bosquet, 1852
- † Dolocytheridea Triebel, 1938
- Endocythere Hu et Tao, 2008
- † Euryitycythere Oertli, 1959
- † Falcocythere Gruendel, 1978
- Ferricythere Hu et Tao, 2008
- Flagellocythere Hartmann, 1974
- † Fossocytheridea Swain et Brown, 1964
- † Galliaecytheridea Oertli, 1957
- † Glabellacythere Wienholz, 1967
- † Habrocythere Triebel, 1940
- Haplocytheridea Stephenson, 1936
- † Hemicyprideis Malz et Triebel, 1970
- Heterocyprideis Elofson, 1941
- Hsiaolina Hu et Tao, 2008
- † Isohabrocythere Apostolescu, 1961
- Klieana
- † Laevicytheridea Gruendel, 1978
- † Leocytheridea Keen, 1984
- † Leptocytheridea
- Messinella Bold, 1969
- † Miocyprideis Kollmann, 1960
- † Nanacytheridea Gruendel, 1978
- Neocyprideis Apostolescu, 1957
- † Neocytheridea Rajagopalan, 1962
- Ouachitaia Howe, 1971
- † Ovocytheridea Grekoff, 1951
- † Paleomonsmirabilia Apostolescu, 1957
- Paracyprideis Klie, 1929
- † Paulacoutoia Purper, 1979
- † Peratocytheridea Hazel, 1983
- Perissocytheridea Stephenson, 1938
- † Phraterfabanella Whatley et Boomer, 2001
- † Pondoina Dingle, 1969
- † Progytherideis Ruggieri, 1978
- † Pseudocytheridea Schneider, 1949
- † Pumilocytheridea Bold, 1963
- † Rostrocytheridea Dingle, 1969
- Rotundracythere Mandelstam, 1958
- Sarsicytheridea Athersuch, 1982
- Semicytheridea Mandelstam, 1956
- Sinocytheridea Hou in Hou et al., 1982
- † Sphenocytheridea Keij, 1958
- Sulcostocythere Benson et Maddocks, 1964
- † Veenidea Deroo, 1966
- † Vetustocytheridea Apostolescu, 1957